# Мечеть Аль-Махмудія
Мечеть Аль-Махмудія або Мечеть Махмуд-паші (араб. مسجد المحمودية) — історична мечеть у Каїрі, Єгипет, розташована на площі Салахуддіна в районі Цитаделі, перед воротами цитаделі Баб-аль-Азаб. На сході є мечеть Султана Хасана та мечеть Аль-Ріфа'і.

## Історія
Мечеть датується епохою Османської імперії в 1567 році під час управління Махмуд-паші, який похований у мечеті. Назва мечеті походить від його імені. До мечеті приєднано  мавзолеєй Махмуд-паші, який доступний через двері на стіні міхраба. Махмуд-паша був застрелений біля мечеті після того, як його звинуватили у пригніченні єгипетського народу. Дизайн мечеті унікальний своїм архітектурним стилем, який відповідає традиції Мамлюка для головної будівлі та частково заснований на османській архітектурі, зокрема для мінарету. Мінарет прикрашений кільцем із мукарнами та зверху конусоподібним обеліском. Зазначається, що вона менша, ніж інші мечеті в цій самій місцевості, і це частково пояснюється тим, що будівля була побудована зверху на купі каміння, і потрібно піднятися сходами до мечеті. Мечеть має чотири сторони, і дві з них мають вхідні ворота на ній. Ворота орнаментовані двома лініями вікон, заповнених штукатурками та бордовим скляним виробом, зверху мукарни звернені до балконів.

## Стан мечеті
Мечеть була відновлена Фаруком І в 1940 році. Реставрація зміцнила склепіння і закріпила стелю. У 2015 році Міністерство по справах стародавніх цінностей повідомило, що мінарет мечеті загрожує зруйнуватися в будь-який момент, якщо не буде вжито належного заходу.

## Галерея

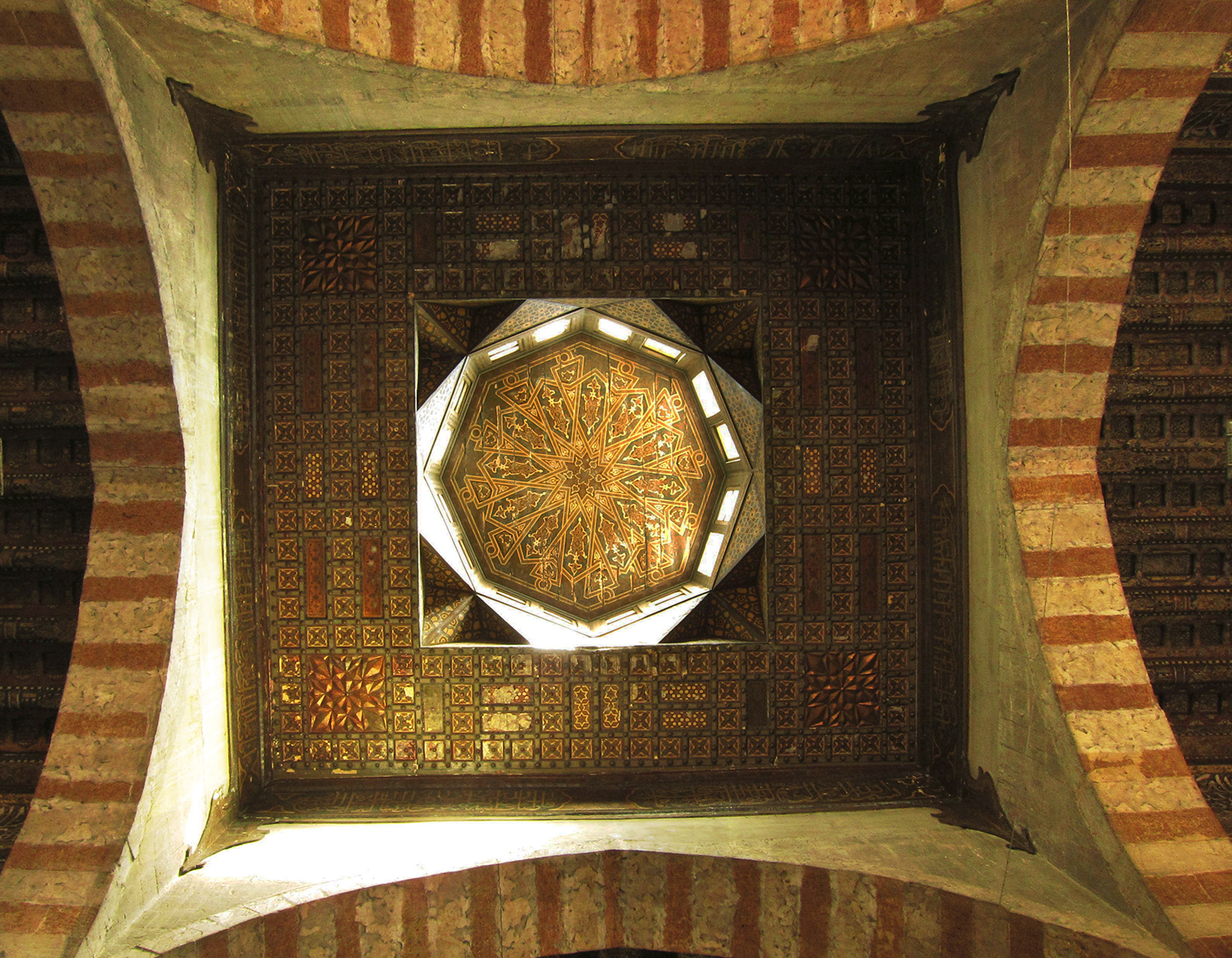
Стеля мечеті Аль-Махмудія
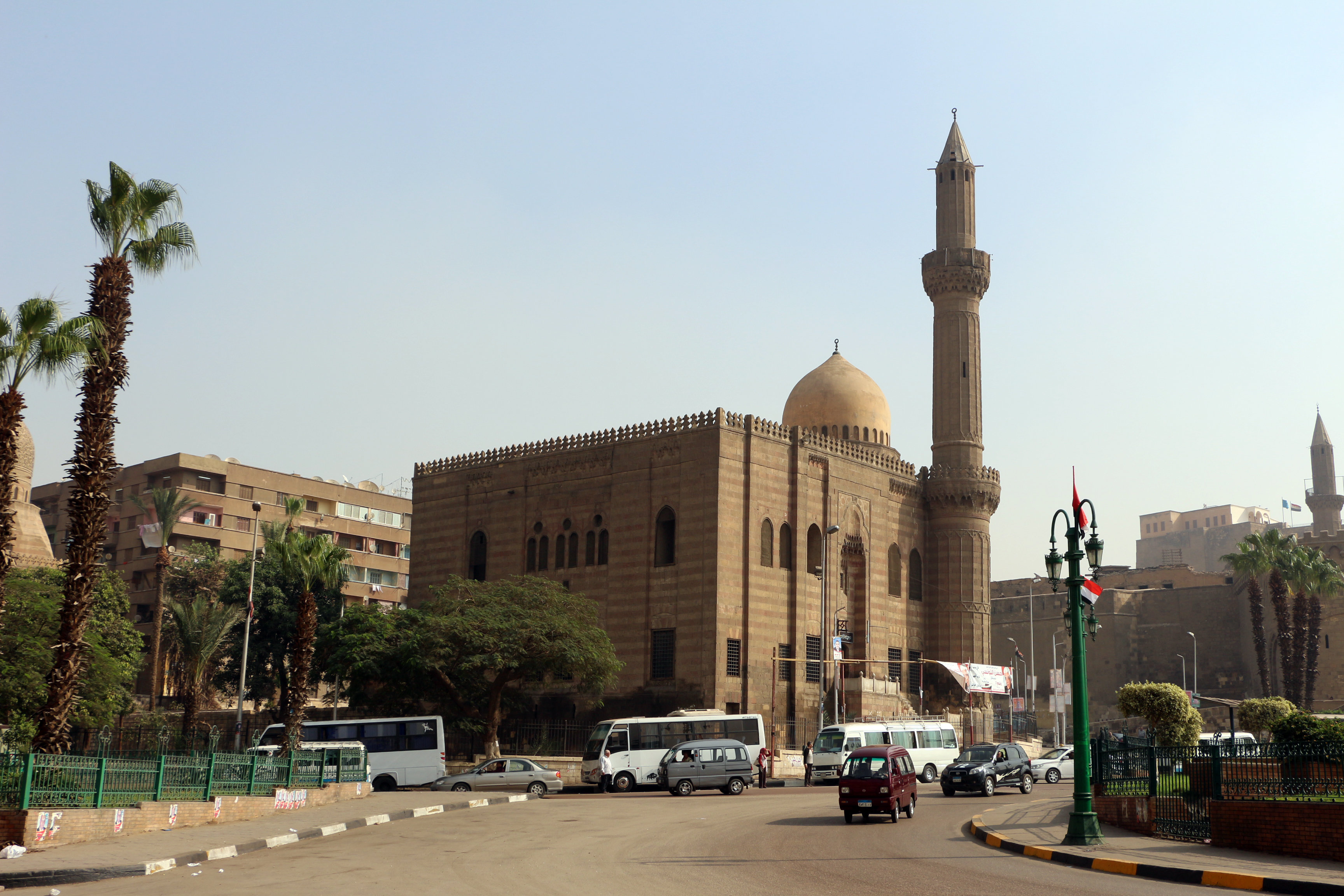
Вид збоку мечеті Аль-Махмудія
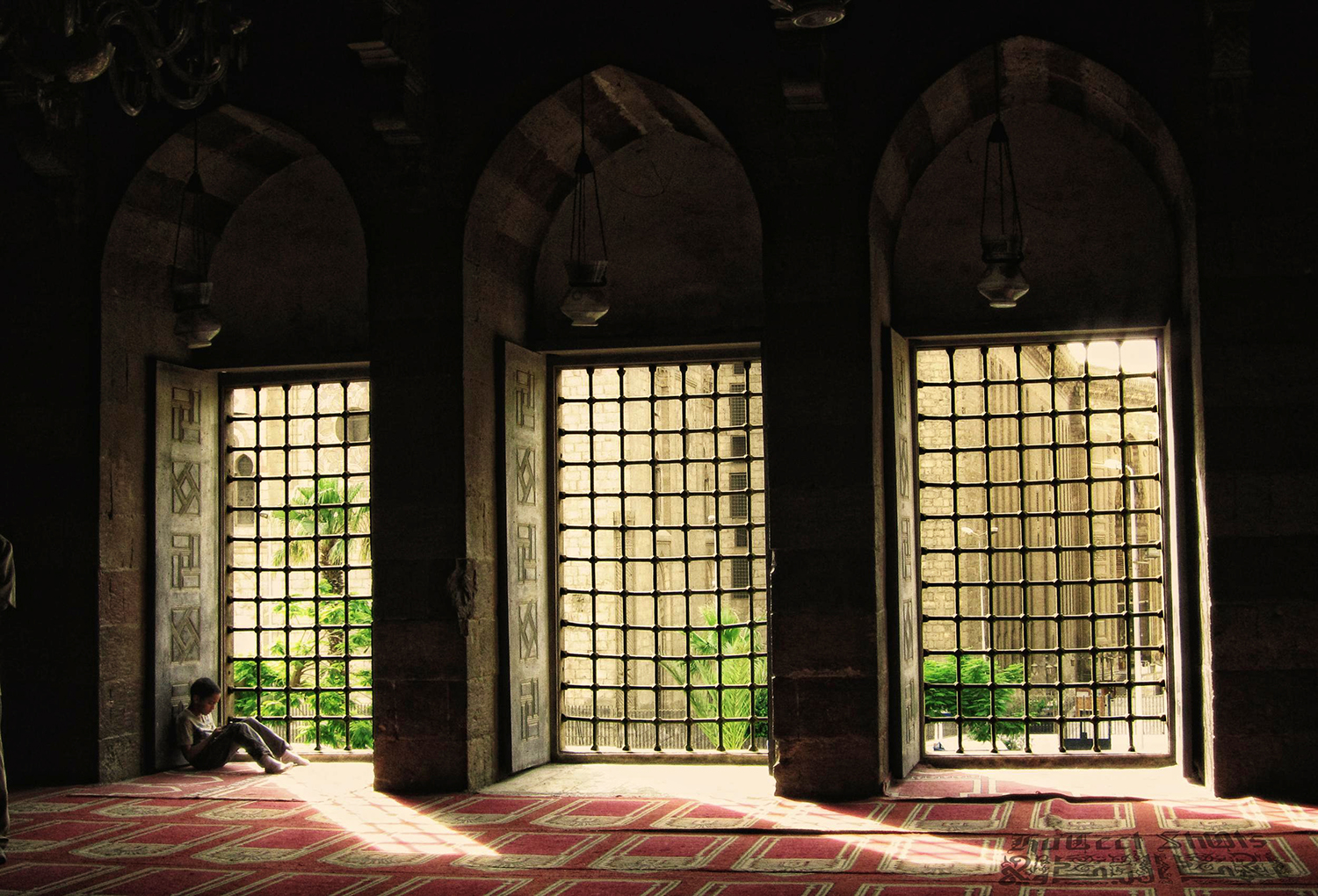
Вид з середини мечеті Аль-Махмудія
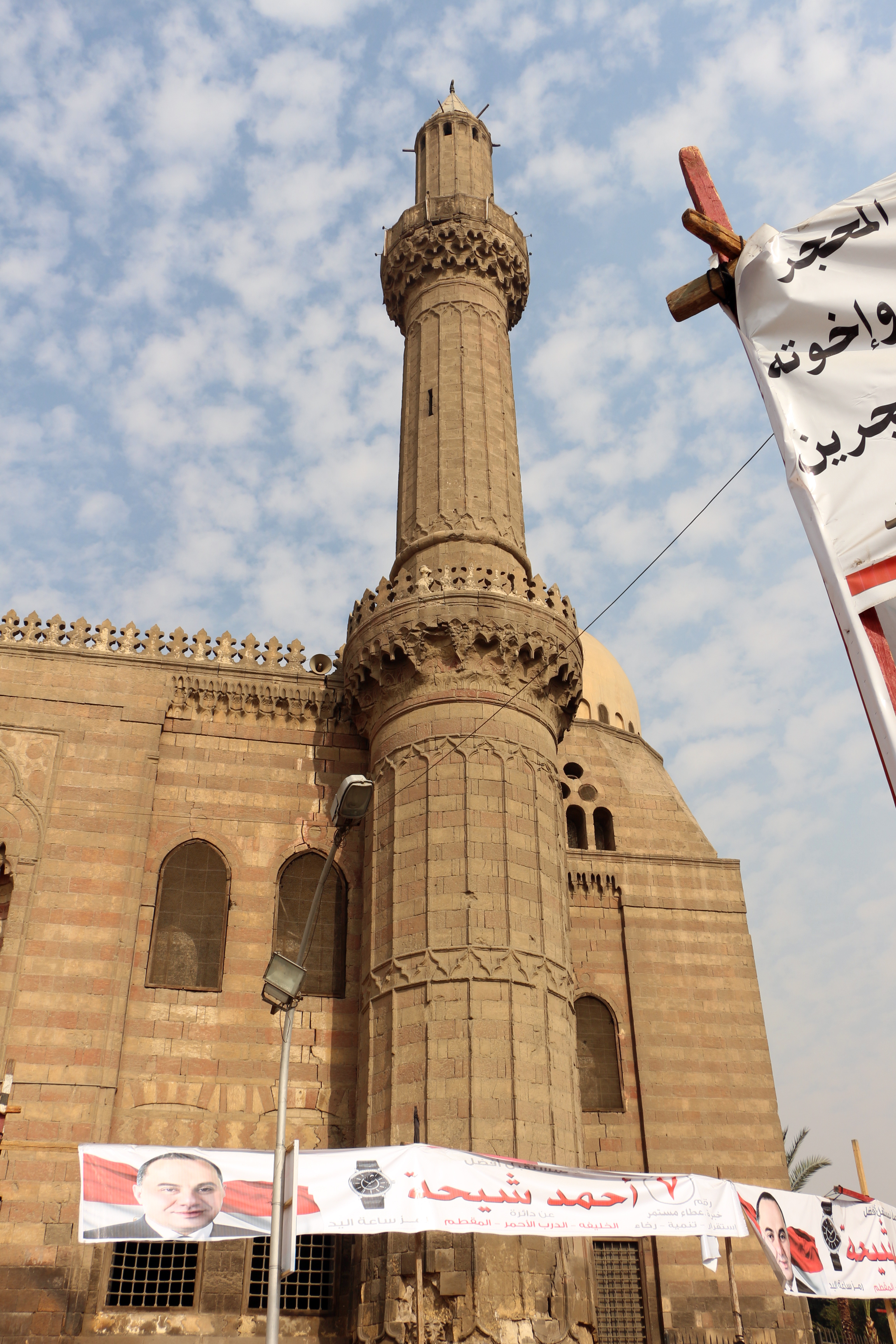
Мінарет мечеті Аль-Махмудія